# Crystle Lightning

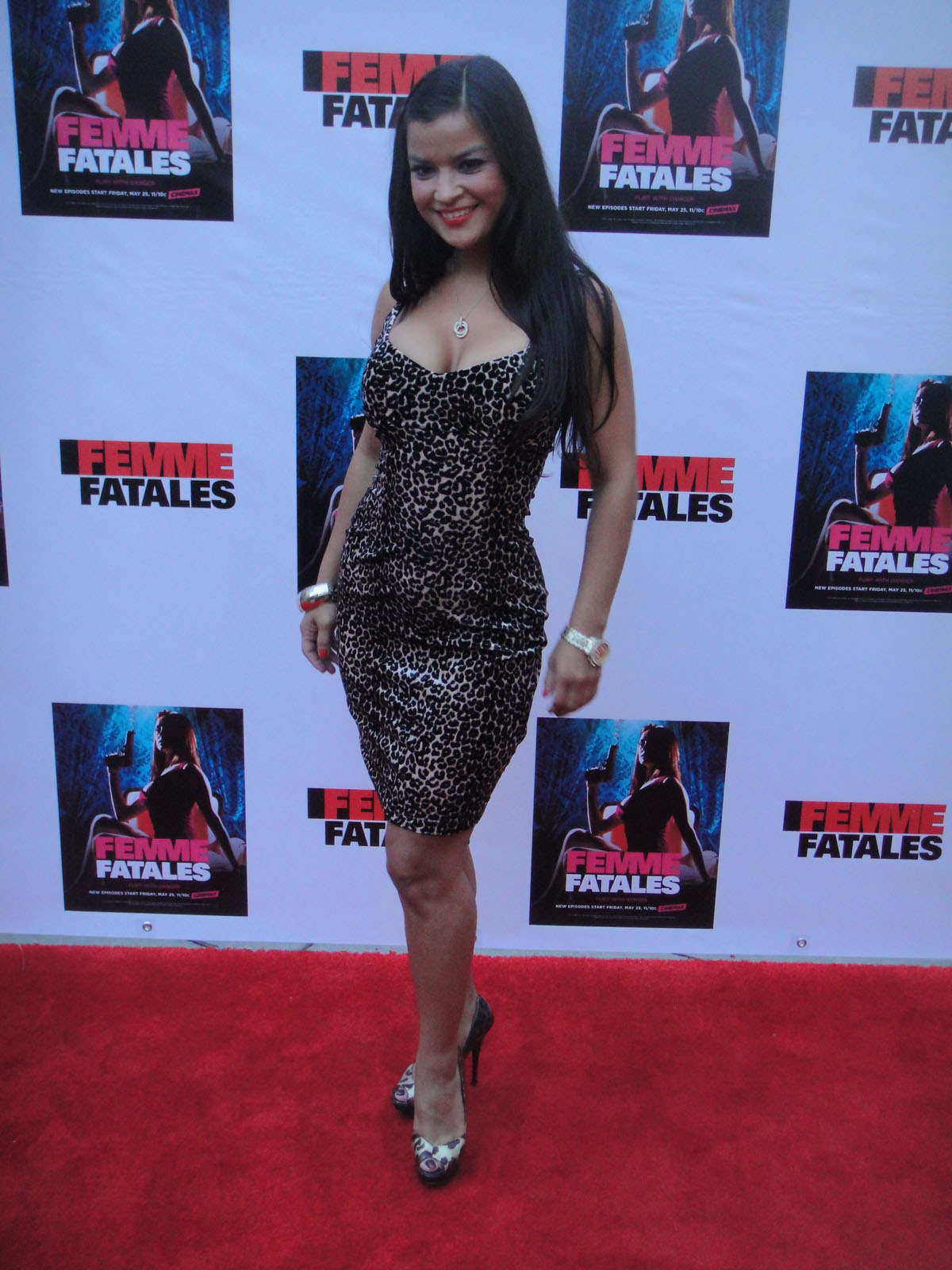
Crystle Lightning

Crystle Lea Lightning (* 5. Februar 1981 in Edmonton, Alberta) ist eine kanadische Schauspielerin, welche neben der kanadischen auch die US-Staatsbürgerschaft innehat. Sie ist die Tochter von Georgina Lightning, welche ebenfalls als Schauspielerin sowie als Regisseurin arbeitet.

## Leben
Lightning begann ihre Tätigkeit im Filmgeschäft Mitte der 1990er Jahre mit einer Rolle in zwei Fernsehfilmen. Seither ist sie in verschiedenen Film- und Fernsehproduktionen zu sehen.

## Filmografie
- 1994: The Last Chance Detectives: Mystery Lights of Navajo Mesa
- 1995: 3 Ninjas – Fight & Fury (3 Ninjas Knuckle Up)
- 1995: Tecumseh (Tecumseh: The Last Warrior, Fernsehfilm)
- 1995: The Last Chance Detectives: Legend of the Desert Bigfoot (Fernsehfilm)
- 1995: ABC Weekend Specials (Fernsehserie, eine Folge)
- 1996: The Last Chance Detectives: Escape from Fire Lake (Fernsehfilm)
- 1998: Yellow Wooden Ring (Kurzfilm)
- 1998: 6/29 (Kurzfilm)
- 2001: Ein Hauch von Himmel (Touched by an Angel, Fernsehserie, Folge 7x11 Dicker als Blut)
- 2003: Saving Jessica Lynch (Fernsehfilm)
- 2005: American Pie präsentiert: Die nächste Generation (American Pie Presents: Band Camp)
- 2005: American Pie: Band Camp – Deleted Scenes (Kurzfilm)
- 2006: The Game (Fernsehserie, Folge 1x07)
- 2008: American Evil (Older than America)
- 2008: Zeit der Sehnsucht (Days of Our Lives, Fernsehserie, Folge 10981)
- 2009: Tease (Fernsehserie, 3 Folgen)
- 2010: Sardines (Kurzfilm)
- 2010: The Ricochet (Kurzfilm)
- 2010: Search for the World’s Best Indian Taco (Kurzfilm)
- 2012: Femme Fatales (Fernsehserie, Folge 2x11)
- 2013: Southland (Fernsehserie, Folge 5x08)
- 2014: The Butchers – Meat & Greet (The Butchers)
- 2014: Unmatched (Kurzfilm)
- 2015: Tamales and Gumbo
- 2017: Medicinally Approved (Fernsehfilm)
- 2018: Diverted Eden
- 2018: Yellowstone (Fernsehserie, Folge 1x01 Bei Tagesanbruch)
- 2018: Outlander (Fernsehserie, Folge 4x04 Geteiltes Land)
- 2020: American Pie: Band Camp – Bloopers (Kurzfilm)
- 2020: Trickster (Fernsehserie, 6 Folgen)
- 2021: Hudson & Rex (Fernsehserie, Folge 3x11)
- 2021: The Good Doctor (Fernsehserie, Folge 5x06)
- 2021–2022: Diggstown (Fernsehserie, 8 Folgen)
- seit 2021: Ghosts (Fernsehserie)
- 2022: Stripper (Kurzfilm)
- 2022: Rutherford Falls (Fernsehserie, Folge 2x06)
- 2022: Three Pines (Fernsehserie, 5 Folgen)
- 2023: Fancy Dance
- 2023: Lawmen: Bass Reeves (Miniserie, Folge 1x02)
- 2024: Spirit Rangers (Fernsehserie, Folge 3x13)